# 施特菲·格策尔特
施特菲·格策尔特（德語：Steffi Götzelt，1960年9月19日—），德国女子赛艇运动员。她曾代表东德参加世界赛艇锦标赛，获得一枚金牌和二枚铜牌，其中金牌来自女子四人单桨有舵手项目，二枚铜牌均来自女子八人单桨有舵手项目。